# Аврелиан
Луций Домиций Аврелиан (лат. Lucius Domitius Aurelianus) е римски император (септември 270 – септември 275 г.). Негова е заслугата за възстановяване на териториалното единство на Римска империя, след разпадането и кризата ѝ в средата на III век. Той възвръща почти напълно старите ѝ граници. Усилията му да овладее вътрешните проблеми също се увенчават донякъде с успех.

## Ранни години
Предполага се, че Аврелиан е роден на 9 септември 214 г. или 215 г. Древните извори не са единодушни относно родното му място - посочват град Сердика (днешна София), в земите на провинциите Крайбрежна Дакия (Dacia Ripensis) или Мизия, но най-вероятното изглежда е провинция Илирик и по-конкретно - намиращият се там град Сирмиум (Срем, в дн. Сърбия). В науката има съгласие, че той произлиза от простолюдието - от семейство на местни земеделци-изполичари, които арендуват земя на сенатор на име Аврелий. 
Аврелиан постъпва още на младини на служба в легион, става центурион и бързо се придвижва нагоре във военната кариера, достигайки до длъжността трибун на легион и началник на кавалерийски отряд. Бъдещият император е воин с огромна физическа сила, мрачен и суров, но c доблестен характер. Отличава се в качеството си на пълководец при императорите Валериан I, Галиен и Клавдий II. Аврелиан е на голяма почит сред войниците, които дори го възхваляват в песен с думите „не ще изпием толкова вино, колкото кръв е пролял“, отразявайки това, че битките лично е сразил многобройни противници.

## Възцаряване
При вестта за смъртта на император Клавдий II Готски (края на януари 270 г.) войските в Панония провъзгласяват за император Аврелиан, който е техния военачалник. Квинтил, брат на починалия Клавдий II, е издигнат по същото време за император в Италия, но счел за невъзможно да се бори с толкова силен противник, като Аврелиан, се самоубива, скоро след което Аврелиан е признат и от Сената (между май и септември 270 г.)

## Идеологически курс
Обществените прояви на Аврелиан носят типичните характеристики за епохата на „войнишките императори“ – той отхвърля дискредитираната и остаряла външност на принципата, приема монархическите знаци, като златна корона. Същевременно запазва здравомислие и скромност в личния си живот, желаейки да възвърне древните нравствени идеали. В отношенията си със Сената обаче показва пълно пренебрежение и не зачита републиканската традиция, с което предизвиква враждебната реакция на знатното съсловие. 

## Възстановяване на империята

### Войни с германците
Още от самото начало на управлението си, Аврелиан трябва енергично да брани териториите, останали по контрола на Римската империя. В края на 270 г. успешно завършва войната срещу вандалите в Панония. През 271 г. императорът ръководи тежки сражения с променлив успех срещу алеманите и други германски племена (маркомани, ютунги), които нахлуват в Северна Италия през Алпите. Отначало римската армия търпи поражение (битка при Плаценция), но след това Аврелиан бързо събира нови сили и в крайна сметка опасният противник е разгромен в Битката при Фано. След победата над германците Аврелиан приема титлата Germanicus Maximus. Все пак заплахата от нападения остава и той решава да построи крепостна стена около Рим, която става известна като Стената на Аврелиан. През същата година се появяват и няколко узурпатора (Септимий в Далмация, Домициан, вероятно в Галия и Урбан), но те бързо са елиминирани.
През 272 г. Аврелиан отново повежда римските легиони към Балканския полуостров, където нанася решително поражение на готите и ги прогонва отвъд Дунав, като убива предводителя им Канабауд (Cannabaudes) и си присвоява титлата „Gothicus Maximus“, но по-късно императорът взема решение да се евакуират римските гарнизони от Дакия, като трудна и скъпа за защита земя и на юг от границата по Дунав реорганизира предишната провинция Мизия в Крайбрежна Дакия, със столица Рациария.

### Завоевание на Палмира
След като дунавската граница е временно обезопасена, през 272 г. Аврелиан предприема поход на Изток срещу силното късноелинистическо арамейско царство Палмира – сепаратистка държава, управлявана от арабската царица Зенобия, която разширява своите владения от пределите й в Сирия до Мала Азия и Египет. Имперските легиони успешно настъпват и отново затвърждават римската власт в Анатолия и Сирия, където повечето градове се предават лесно. Тогава и другия римски командир и по- късен римски император Марк Аврелий Проб успява да се акостира успешно, превзема Александрия и продължава на север към Палмира. После Аврелиан успява да победи генерала на Зенобия - Забдас и неговите около 7000 клибанарии в конната Битка при Имае, а после довършва армията му в битката при Емеса. Аврелиан отказва да признае Зенобия и сина ѝ Вабалат за законни владетели, а самата тя бива обсадена от съединената армия на Аврелиан и Проб. след двете палмирски загуби, в столицата си Палмира. Като нейни съюзници и врагове на Рим Сасанидите се опитват да свалят обсадата, но са победени от римски отряд. После Зенобия бяга от града за да отиде при сина на Шапур I Велики и четвърти владетел на Сасанидската империя, Бахрам I, но Аврелиан разбира, затова и праща кавалерия, която я залавя. След това палмирците се предават, но след оттеглянето на Аврелиан въстават отново и молят един от най-верните пълководци на  императора да се провъзгласи за август (върховен император), но той скоро известява Аврелиан и той се връща (273 г.), избива населението и разрушава града до основи. След това покорява и Египет, в който междувременно се е разпореждал богатият търговец Фирм. След този поход богатите провинции на Изтока отново стават римски.

### Възвръщане на Галия
В началото на 274 г. Аврелиан напада независимата Гало-Римска империя на Запад, която е управлявана от едрия земевладелец Тетрик I и неговия син Тетрик II. Галската държава е дестабилизирана от вътрешни неуредици, а няколко години по-рано Испания и част от Южна Галия са възвърнати под властта на Рим. Преди Битката при Шалон на река Марна, двамата Тетрик дезертират и се предават на Аврелиан, който после разбива армията им и покорява Галия.
През 274 година в чест на победите си Аврелиан празнува бляскав триумф в Рим, а в императорската процесия участват пленените Зенобия и баща и син Тетрик, както и представители на всички победени народи. Сенатът тържествено присъжда на Аврелиан почетната титла Restitutor Orbis („Възстановител на света“).

## Обществени мерки

### Защита на град Рим
Опасността от варварските нашествия в началото на управлението му кара Аврелиан да се погрижи за сигурността на Рим и да започне строеж на голяма стена около града (Стена на Аврелиан). Направена е от тухли и бетон и е първото укрепление издигано в Рим за повече от 6 века. Изграждането ѝ продължава през цялото управление на Аврелиан и е завършена в 275 г.
Аврелиан организира повинност на стопанските и занаятчийските колегии в Рим, натоварвайки ги със задължението да отговарят за снабдяването с продоволствие в столицата, с цел да бъдат предотвратени гладни бунтове сред най-бедните. Вместо жито той заповядва да раздават препечен хляб плюс зехтин и сол.

### Финансова реформа
Въпреки че повечето от предишните провинции са възвърнати под властта на Рим, те са разорени от вражеските нашествия и епидемиите, а икономиката им продължава да се намира в упадък. 
Инициативата на императора да възстанови паричната система претърпява провал. Правителството задължава гражданите да предадат притежаванато от тях сребро, срещу което да получат определено количество монети, но събраното сребро обаче се оказва недостатъчно за изсичане на пълноценни монети, поради присвоявания от страна на служебните лица. В резултат на недоволството избухват бунтове в град Рим (271 или 274 г., т.нар. Бунт на Фелицисим или бунта на монетарите), всъщност подстрекавани от извършителите на злоупотребата. В масовите вълнения се въвличат някои сенатори и голяма част от народа, което принуждава Аврелиан да използва армията за потушаването им. В кървавите улични боеве загиват хиляди. Наказани са много от уличените в злоупотреба монетари. Монетният двор в Рим е временно затворен.
Паричната реформа замества обезценения антониниан с посребрена монета от бронз, вероятно наречена „аврелиан“. Въпреки отначало обявената по-висока стойност, населението скоро я приравнява към старата монета. На някои монети Аврелиан се появява с титлата Deus et Dominus natus („Бог и Господар наш“), впоследствие възприета от Диоклециан.

### Религиозна реформа
По време на краткото си управление Аврелиан следва принципа „един бог, една империя“, който по-късно е възприет напълно от Диоклециан. Той засилва позициите на почитания от самия него бог Сол Инвиктус (Sol Invictus - от латински: Непобедимото слънце), Бога-Слънце, станал важно божество в римския пантеон, измествайки култовете към Аполон и Хелиос. Императорът има идея да даде на всички хора от империята единен бог, независимо дали те са цивилни или войници, от Изтока или Запада, един бог, в който да вярват, без да предават собствените си богове. Центърът на този култ е нов храм, построен на Марсово поле в Рим, с огромни декорации, финансирани благодарение на разрушаването на Палмира. Лактанций обаче твърди, че Аврелиан би отменил всички други богове, ако би имал достатъчно време. По сведения от житиеписната литература Аврелиан е провел гонение срещу християните.

## Смърт и обожествяване
Аврелиан е убит по време на похода си срещу персите през септември 275 година. Близо до град Византион, той става жертва на заговор, оглавен от неговият таен секретар, който страхувайки се, че ще го накаже за някакви злоупотреби с пари, разпространява сред офицерите фалшив списък с имената на тези от тях, които уж били нарочени да бъдат убити. Аврелиан не оставя наследник, а през настъпилото  след смъртта му междуцарствие неговата вдовица Улпия Северина за кратко взема управлението в Рим, но вероятно без фактическа власт. Следващият император, Тацит, издейства от сенаторите да обожествят Аврелиан, въпреки тяхното нежелание и опита им да го изличат от паметта. Бъдещията френски град Орлеан (Orléans), първоначално наричан Cenabum, е преименуван в негова чест на Aurelianum.

## Вижте други
- Криза
- Фортификация
- Монтанизъм
- Германи
- Митра
- Доминат